# Acupalpus hydropicus
Acupalpus hydropicus är en skalbaggsart som beskrevs av Leconte 1863. Acupalpus hydropicus ingår i släktet Acupalpus och familjen jordlöpare. Inga underarter finns listade i Catalogue of Life.